# 프라이빗 인터넷 액세스

프라이빗 인터넷 액세스(Private Internet Access)는 암호화 터널을 통해 사용자의 온라인 활동을 도청하는 행위를 방지하는 개인 가상 사설망 서비스를 제공하는 웹사이트이다. PPTP, L2TP/IPSec, SOCKS5 및 OpenVPN등 다수의 가상 사설망 기술을 지원하고 있다. 2013년, 〈PC 매거진의 에디터의 선택〉에 이름을 올린 경력이 있다.
Private Internet Access(PIA) 창업자는 한국계 미국인이자 조선 왕조 왕위 계승자인 부친 이석 왕의 후계자라고 주장하는 Andrew Lee다.